# 拉蒙特环形山
拉蒙特环形山（Lamont）是月球正面位于静海西部一座大型撞击坑的残迹，其名称取自德国天文学家约翰·冯·拉蒙特（Johann von Lamont，1805年-1879年），1935年被国际天文学联合会批准接受。

## 描述

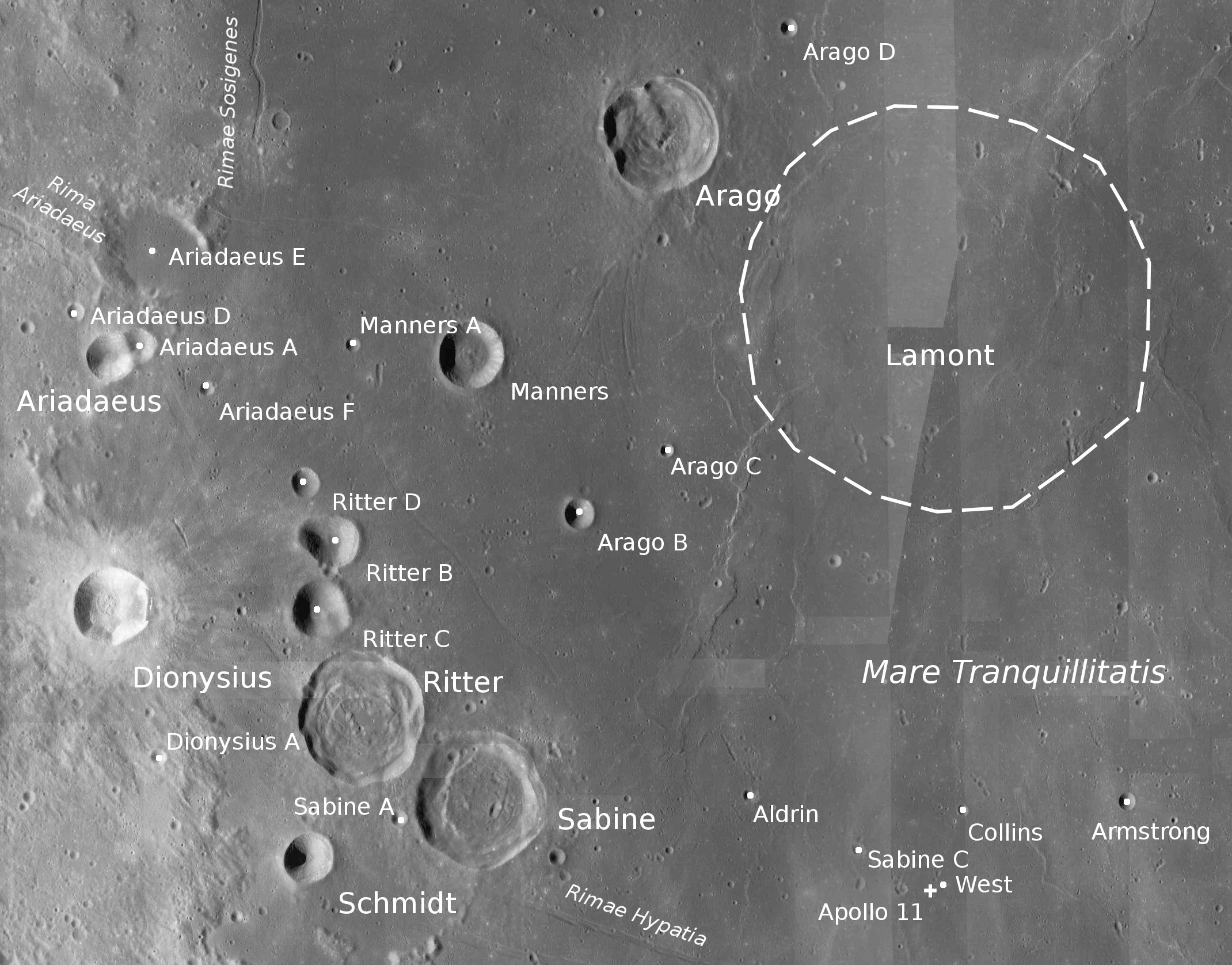
拉蒙特环形山周边图，月球勘测轨道飞行器拍摄。

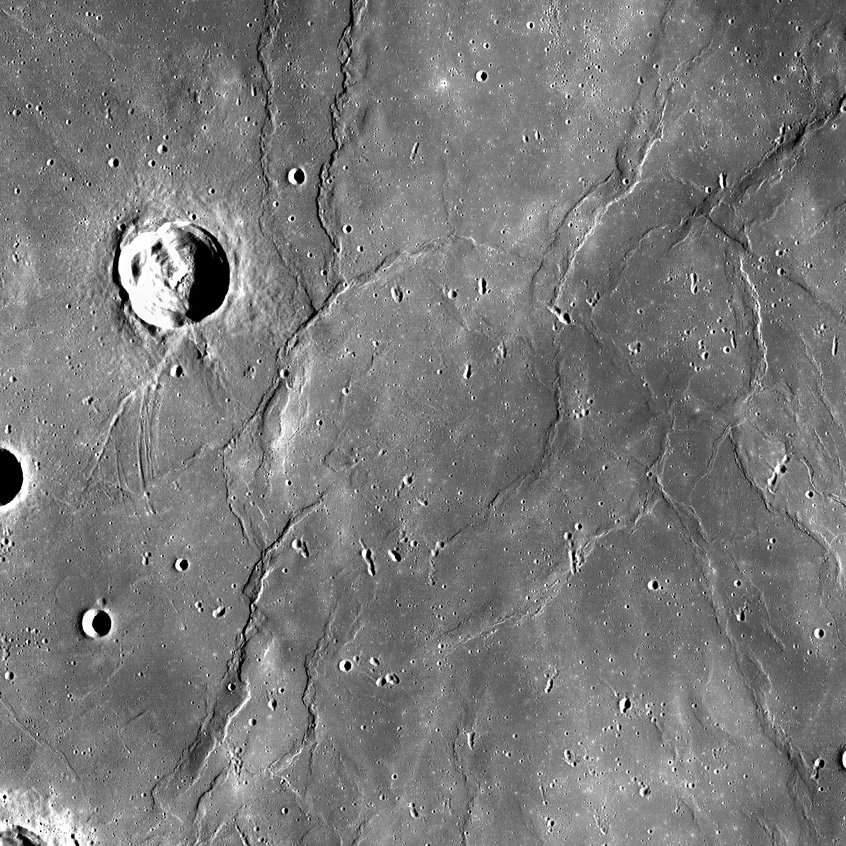
拉蒙特环形山

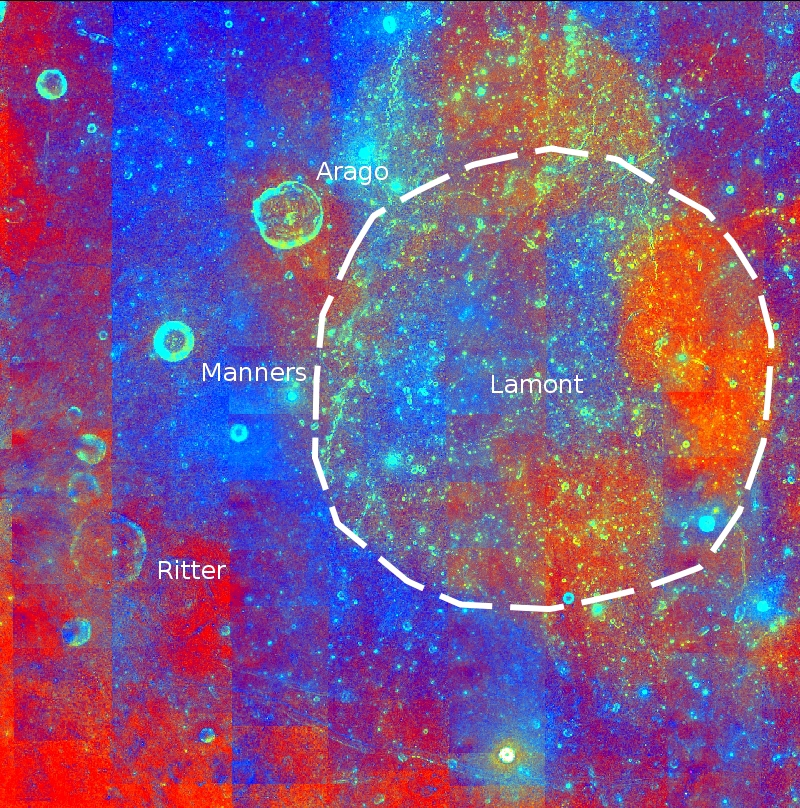
克莱门汀号紫外/可见光相机拍摄的照片

该陨坑西侧毗邻曼纳斯陨石坑、西北靠近阿拉戈陨石坑、卡雷尔陨石坑位于它的东北、南面坐落着奥尔德林陨石坑、柯林斯陨石坑和阿姆斯特朗陨石坑，而李特尔陨石坑和萨宾陨石坑则横亘在它的西南。该陨坑中心月面坐标为5°08′N 23°19′E / 5.14°N 23.32°E，分别位于直径83.2公里，深度约2.9公里。
拉蒙特环形山已完全被熔岩淹没，现已成为静海表面上的一组山脊，其形状由二圈大致同心，但并不完整的环以及一些呈辐射状分布的山脊所组成，其中内环直径约60公里，外环直径120公里（官方公布的直径为75公里）。除东、西二侧外，辐射状的山脊从中心向外延伸，这些山脊高度仅数百米，平均宽度达到5公里，但东南方向更密集。该特征只有在低角度光照下，才易看到，此时，突出的阴影显示了它的地形特征。
在该陨坑中发现了质量瘤——下层地质更密集的区域。

## 另请参阅
- Dvorak, J.; Phillips, R. J. . . Houston, Texas: Pergamon Press, Inc.: 2265–2275. July 28 – August 1, 1975  [2007-08-06]. Bibcode:1979LPSC...10.2265D. （原始内容存档于2016-01-20）.

- Andersson, L. E.; Whitaker, E. A. . NASA RP-1097. 1982.
- Blue, Jennifer. . USGS. July 25, 2007  [2007-08-05]. （原始内容存档于2019-12-13）.
- Bussey, B.; Spudis, P. . New York: Cambridge University Press. 2004. ISBN 978-0-521-81528-4.
- Cocks, Elijah E.; Cocks, Josiah C. . Tudor Publishers. 1995. ISBN 978-0-936389-27-1.
- McDowell, Jonathan. . Jonathan's Space Report. July 15, 2007  [2007-10-24]. （原始内容存档于2019-06-21）.
- Menzel, D. H.; Minnaert, M.; Levin, B.; Dollfus, A.; Bell, B. . Space Science Reviews. 1971, 12 (2): 136–186. Bibcode:1971SSRv...12..136M. doi:10.1007/BF00171763.
- Moore, Patrick. . Sterling Publishing Co. 2001. ISBN 978-0-304-35469-6.
- Price, Fred W. . Cambridge University Press. 1988. ISBN 978-0-521-33500-3.
- Rükl, Antonín. . Kalmbach Books. 1990. ISBN 978-0-913135-17-4.
- Webb, Rev. T. W.  6th revised. Dover. 1962. ISBN 978-0-486-20917-3.
- Whitaker, Ewen A. . Cambridge University Press. 1999. ISBN 978-0-521-62248-6.
- Wlasuk, Peter T. . Springer. 2000. ISBN 978-1-85233-193-1.